# باول كود
باول كود (بالإنجليزية: Paul Codd)‏ هو لاعب قذف أيرلندي، ولد في 1 ديسمبر 1976 في راثنور ‏ في جمهورية أيرلندا.